# La Fille de d'Artagnan
Pour plus de détails, voir Fiche technique et Distribution.
La Fille de d'Artagnan est un film de cape et d'épée français réalisé par Bertrand Tavernier, sorti en 1994 avec Sophie Marceau, Philippe Noiret et Claude Rich. Le scénario est inspiré librement des deux romans Les Trois Mousquetaires et sa suite Vingt Ans après d'Alexandre Dumas.

## Synopsis
En automne 1654, la jeune et fougueuse Éloïse, fille de l'héroïque capitaine gascon d'Artagnan, digne de son père au maniement de l'épée, assiste dans son pensionnat-couvent au meurtre de la Mère Supérieure par l'odieux Duc de Crassac et la femme en rouge, Églantine de Rochefort, qui se livrent à la traite des Noirs de l'Afrique vers les Amériques et au commerce du café. Elle croit deviner un complot contre le jeune roi Louis XIV et court vers Paris demander de l'aide à son père et avertir le jeune roi et son premier ministre, le cardinal Mazarin.
Elle provoque une chasse où son père et ses fidèles amis les célèbres mousquetaires Aramis, Athos, Porthos, bien que tous retirés du service des mousquetaires du roi, reprennent du service pour l'aider dans cette mission de paladin. En parallèle, elle s'éprend d'un jeune homme.

## Fiche technique
- Titre : La Fille de d'Artagnan
- Réalisation : Bertrand Tavernier (et Riccardo Freda pour les premiers jours de tournage, non crédité)
- Scénario : Bertrand Tavernier, Jean Cosmos et Michel Léviant, sur une idée de Riccardo Freda et Éric Poindron
- Inspiré des romans Les Trois Mousquetaires et la suite Vingt Ans après d'Alexandre Dumas
- Production : Véronique Bourboulon pour Little Bear
- Photographie : Patrick Blossier
- Musique : Philippe Sarde
- Montage : Ariane Bœglin
- Décors : Geoffroy Larcher
- Costumes : Jacqueline Moreau
- Coordinateur des combats et des cascades : Claude Carliez et son équipe
- Genre : film de cape et d'épée
- Durée : 129 minutes
- Date de sortie : 24 août 1994

## Distribution
| - Sophie Marceau : Éloïse d'Artagnan - Philippe Noiret : d'Artagnan - Claude Rich : duc Clovis de Crassac - Sami Frey : Aramis - Jean-Luc Bideau : Athos - Raoul Billerey : Porthos - Charlotte Kady : Églantine de Rochefort - Nils Tavernier : Quentin - Luigi Proietti : Mazarin - Stéphane Legros : Louis XIV - Jean-Paul Roussillon : Planchet - Pascale Roberts : la Mère Supérieure - Emmanuelle Bataille : Sœur Félicité - Christine Pignet : Sœur Céline - Fabienne Chaudat : Sœur Frédégonde - Josselin Siassia : le "nègre" - Jean-Claude Calon : le négrier - Maria Pitarresi : Olympe - Jean Martinez : le duc de Longueville - Patrick Rocca : Bargas - Michel Alexandre : le hallebardier - Fanny Aubert : Sœur Huguette - Grégoire Barachin : le premier élève escrimeur - Jean-Pierre Bouchard : le conjuré - Daniel Breton : le sergent recruteur - Canto e Castro : le moine maître de chant - Vanina Delannoy : la première courtisane | - Raymond Faucher : le peintre - Filipe Ferrer : Conti - Guilherme Filipe : le duc de Condé - Philippe Flotot : l'ambassadeur d'Espagne - Adrien Frank : le jeune frère - Jean-Claude Frissung : le médecin - Yves Gabrielli : l'homme de droite - Michel Ganz : le paysan - Albert Goldberg : l'acolyte - José Gomes : le duc de Beaufort - Laure Guillaume : la deuxième courtisane - Françoise Johannel : la harpiste - João Lagarto : Jules - Philippe Lazoore : le premier maître - Jean-Pierre Lebrun : le laquais - Emmanuel Legrand : le maître de poste - François Levantal : le courtisan joueur - Mario Luraschi : le sbire - André Maia : le duc de Conflans - Jean-Sébastien Pinel : le second élève escrimeur - Carole Pommes : Sœur Germaine - Rémy Riflade : l'officier de police - François Sinapi : Riccardo - Séverine Truquet : la domestique - Sylvie Vandenhelsen : Anne d'Autriche - Lionel Vitrant : le mourant - Vincent Dumestre, Éric Martinez et François Nicolet : les musiciens |

## Lieux de tournage
Le film a été tourné :

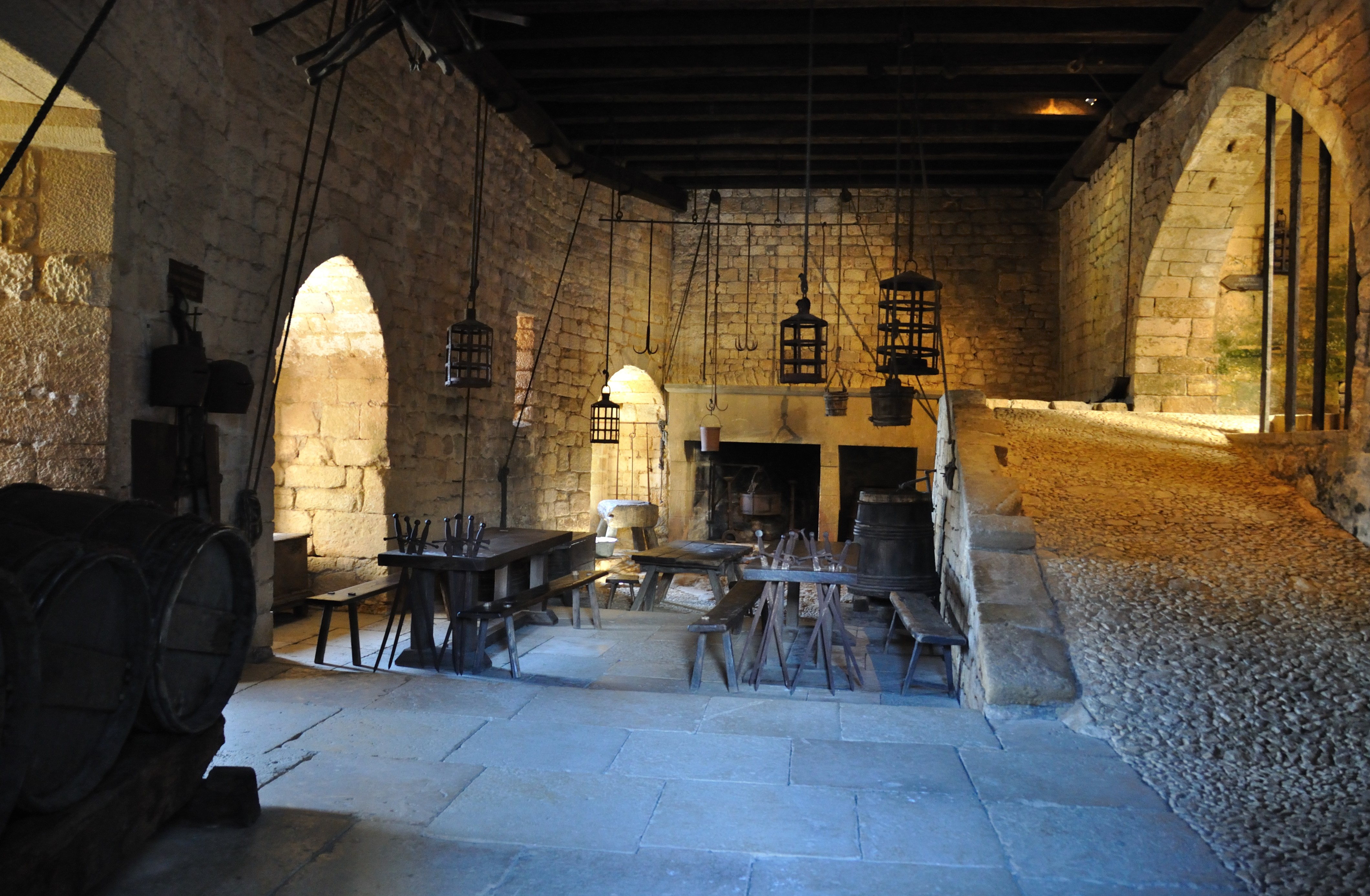
La cuisine du château de Beynac a notamment servi de décor au film

- au jardin des enfeux, cathédrale Saint-Sacerdos, Sarlat-la-Canéda ;
- au château de Biron ;
- au château de Beynac ;
- au château de Maisons-Laffitte ;
- au château de Vaux-le-Vicomte ;
- au Portugal.

## Autour du film
- Scénariste et producteur du film par sa société Little Bear, Bertrand Tavernier l'avait conçu comme un hommage au cinéma de série B, par le foisonnement de l'action, le rythme, les situations appuyées et un léger décalage, les héros d'antan apparaissant comme de vieilles badernes sympathiques mais un peu dépassées. Il en avait confié la réalisation à Riccardo Freda, vétéran italien du genre, qui avait eu l'idée du film, qu'il admirait beaucoup et qui n'avait pas tourné depuis 14 ans. Mais dès le début du tournage, celui-ci, âgé de 84 ans, s'avéra incapable de le suivre. Tavernier dut le remplacer au pied levé.
- Le titre suggère que le rôle principal devait être tenu par Sophie Marceau alors que ses dialogues s'avéraient plutôt maigres. Celle-ci s'en plaignit, exigeant des gros plans et réclamant que l'on coupât les autres acteurs. « Mon public n'aime pas les vieux ! Il ne veut voir que moi ! » asséna-t-elle à un Tavernier éberlué[1].
- On peut entendre une musique de Philippe Sarde reprise du film Room Service de Georges Lautner. Un juron de d'Artagnan « Volaille de merde ! » est repris d'un autre film de Tavernier Que la fête commence.... Un échange « Il y a sûrement un pont... - Trop loin ! » semble un clin d'œil au film Un pont trop loin.[réf. nécessaire]
- Deux nominations aux César 1995 : meilleur acteur dans un second rôle pour Claude Rich, meilleure musique pour Philippe Sarde.